# Enicospilus thanei
Enicospilus thanei är en stekelart som beskrevs av Ian D. Gauld och Mitchell 1981. Enicospilus thanei ingår i släktet Enicospilus och familjen brokparasitsteklar. Inga underarter finns listade i Catalogue of Life.